# 长距美冠兰
长距美冠兰（学名：Eulophia faberi），为兰科美冠兰属下的一个植物种。种名faberi以19世纪来中国传教、收集植物的德国植物学家花之安（Ernst Faber, 1839-1899）的名字命名。